# Aa (Frankrijk)
De Aa is een rivier in Noord-Frankrijk van circa 89 km lang. Ze ontspringt in Bourthes, stroomt door Sint-Omaars en mondt uit in de Noordzee bij Grevelingen. De naam is van Germaanse oorsprong en betekent 'water'.
De loop heeft drie karakteristieke delen: de bovenloop die loopt van de bron tot Wavrans-sur-l'Aa met een sterk verval, de middenloop vanaf Wavrans tot Arques met veel oude industrie en de benedenloop vanaf Arques (bij Sint-Omaars) tot de monding, waar de rivier traag door een vochtige vlakte stroomt die door een fijnmazig kanaalstelsel wordt afgewaterd.

## Bovenloop
De Aa ontspringt in de gemeente Bourthes, nabij het gehucht Le Grand Bois op een hoogte van 122 meter. De bovenloop van de Aa (Vallée de la Haute Aa) vormt een landelijke vallei met weilanden en heeft vandaag vooral een toeristische bestemming, met weekendverblijven dicht bij de rivier. Een karakteristiek dorpje is Merck-Saint-Liévin; het marktplaatsje Fauquembergues is de grootste gemeente aan de bovenloop. De bovenloop kende in de 19e eeuw enige industrialisering, in het spoor van vroeger molenactiviteiten, met enkele fabrieken langs de rivier en een lokaal smalspoor van Anvin naar Calais, dat van Renty tot Lumbres door de Aa-vallei liep en in 1882 in gebruik werd genomen. De lijn is in 1955 buiten gebruik gesteld, maar enkele stationsgebouwtjes en paden op de voormalige spoordijk zijn in de vallei her en der nog herkenbaar.

## Middenloop
De middenloop is tamelijk diep ingesneden en kende eveneens voor de Industriële revolutie industriële activiteit door onder meer de aanwezigheid van watermolens. In de 19e eeuw raakte de middenloop echter veel sterker geïndustrialiseerd, onder meer door de aanleg van de spoorweg van Sint-Omaars naar Boulogne-sur-Mer, die al in 1874 gereed was. Die industriële as is vandaag nog herkenbaar aan de vele oude fabrieksgebouwen in onder meer Lumbres, Esquerdes, Hallines, Wizernes, Blendecques en Arques. De spoorlijn bestaat nog van Arques tot Lumbres, maar is alleen in gebruik voor toeristische treinritten en ten behoeve van de papier- en verpakkingsfabriek Sical in Lumbres. Door de teloorgang van de 19e- en vroeg-20e-eeuwse industrie is ook de middenloop aanmerkelijk "groener" geworden.

## Benedenloop
Omdat de Aa bij Arques vrij abrupt het zeeniveau bereikt, kent de benedenloop geen verval. Daardoor ontstaat het uitgestrekte moeras van Klaarmares (Clairmarais), ten oosten van Sint-Omaars. Verder stroomafwaarts was de Aa oorspronkelijk een breed estuarium, blootgesteld aan de invloed van de zee. Het gebied is echter in de loop van de hoge middeleeuwen door inpoldering drooggelegd en in cultuur gebracht. Vandaag is de hele benedenloop gekanaliseerd en sluit bij Arques aan op de Nieuwegracht (Neufossé), die de Aa met de Leie verbindt. De aansluiting moet een hoogteverschil van 13 meter overbruggen. Aanvankelijk werd hiervoor een complex van vijf sluizen gebruikt, dat in 1887 werd vervangen door de Scheepslift van Fontinettes. Deze is in 1967 buiten gebruik gesteld en is weer vervangen door een sluizencomplex.
De benedenloop van de Aa vormt over grote delen de grens tussen het Noorderdepartement en het departement Pas-de-Calais, wat tevens de historische grens is tussen de voormalige graafschappen Vlaanderen en Artesië (van de middeleeuwen tot het einde van het ancien régime).
- Bibliothèque nationale de France: cb123754806 (data)
- Gemeinsame Normdatei: 4558280-4
- Système universitaire de documentation: 032794673
- Virtual International Authority File: 928144783155565467231